# نيكلاس إيلاسون
نيكلاس إيلاسون (بالسويدية: Niclas Eliasson)‏ (7 ديسمبر 1995 بالسويد - ) هو لاعب كرة قدم سويدي في مركز الوسط. شارك مع منتخب السويد تحت 17 سنة لكرة القدم ومنتخب السويد تحت 19 سنة لكرة القدم. أما مع النوادي، فقد لعب مع أيك سولنا ونادي فالكنبرغ.

## وصلات خارجية
- نيكلاس إيلاسون على موقع الاتحاد الأوربي (الإنجليزية)
- نيكلاس إيلاسون على موقع اتحاد السويد (السويدية)
- نيكلاس إيلاسون على موقع إي إس بي إن إف سي (الإنجليزية)
- نيكلاس إيلاسون على موقع قاعدة بيانات كرة القدم.إي يو (الإنجليزية)
- نيكلاس إيلاسون على موقع ليكيب (الفرنسية)
- نيكلاس إيلاسون على موقع Soccerbase.com (لاعب) (الإنجليزية)
- نيكلاس إيلاسون على موقع Soccerway.com (الإنجليزية)
- نيكلاس إيلاسون على موقع عالم كرة القدم.نت (الإنجليزية)
- نيكلاس إيلاسون على موقع AS.com (الإسبانية)